# 수려한합천버스
수려한합천버스는 경상남도 합천군에 본사를 둔 합천군의 농어촌버스 운송 회사로 계열사로는 창원시의 시내버스 업체인 마창여객, 김해시의 시내버스 업체인 신어BTS, 목포시의 시내버스 업체인 목포BTS가 있다.

## 주요 연혁
- 2023년 1월: 서흥여객 합천영업소에서 분사 및 설립

## 보유 차량

#### 자일대우버스
- 자일대우 레스타
- 자일대우 NEW BS090

#### 우진산전
- 우진산전 아폴로 900

#### KGM커머셜
- KGM C090

#### 현대자동차
- 현대 그린시티
- 현대 일렉시티

## 같이 보기
- 마창여객
- 신어BTS
- 목포BTS